# Virtù (angeli)

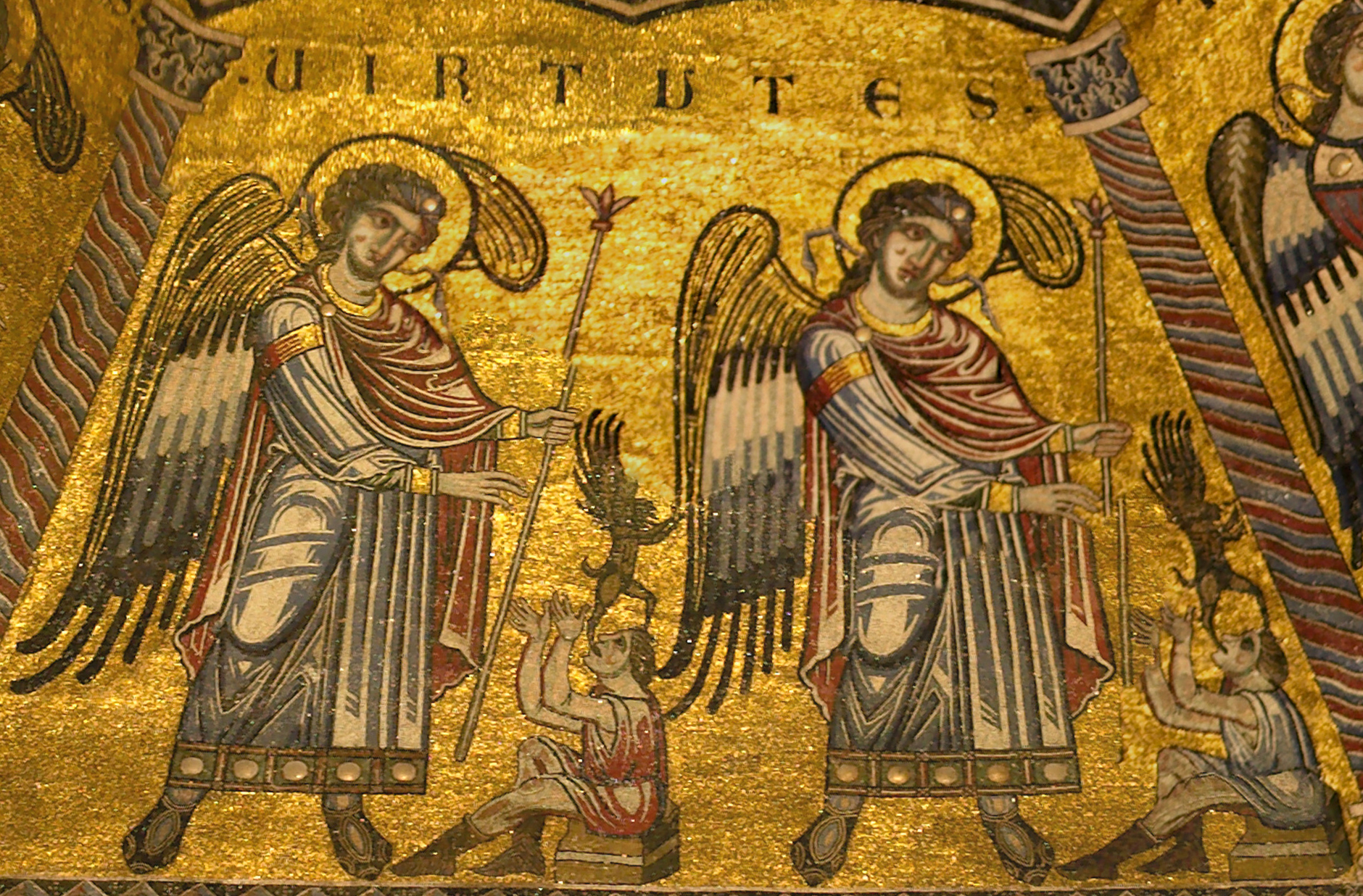
Le Virtù nei mosaici del battistero di Firenze

Le Virtù o Fortezze (in greco Dynameis), secondo l'angelologia cristiana basata sulla classificazione di Dionigi l'Areopagita, sono il quinto ordine degli angeli, appartenente alla seconda gerarchia della tradizione classica, quella mediana dei «Governatori Celesti», che comprende al di sopra di loro anche la categoria delle Dominazioni e al di sotto quella delle Potestà.

## Caratteristiche
(Pseudo-Dionigi l'Areopagita, De celesti hierarchia, VIII)
Le Virtù, secondo la tradizione recuperata da Dante Alighieri, risiedono nella sfera orbitante di Marte. La loro caratteristica principale è il coraggio, la forza di affrontare gli ostacoli e le difficoltà; sono associati generalmente al colore blu dello zaffiro.
Paolo di Tarso menziona le Virtù nella Lettera agli Efesini (1,21). Papa Gregorio Magno, che fece conoscere nell'Occidente latino i cori angelici, pospose rispetto a Dionigi le Virtù al settimo posto della gerarchia angelica: una collocazione ripresa nel Convivio (II, 5) da Dante, che tuttavia ripristinò lo schema originario di Dionigi nella Divina Commedia (Par. III, vv. 73-75, 79-81) con le Virtù nella quinta posizione, la stessa adottata peraltro da Tommaso d'Aquino. Si tratta, per Dante, di angeli forti e combattenti che presiedono ai grandi cambiamenti della storia.

## Spiriti del movimento
Nella prospettiva esoterica dell'antroposofia di Rudolf Steiner, le Virtù sono chiamate anche «spiriti del movimento», in quanto si deve a loro tutto ciò che nel creato muta e si evolve, come ad esempio la trasformazione del seme in una pianta. Da questi angeli discende la formazione della coscienza di gruppo che accomuna le specie animali, mentre nei riguardi dell'umanità essi esercitano svariati influssi planetari sulla civiltà terrestre di portata ancora più vasta di quelli delle Potestà.
In antiche epoche cosmiche, ad una parte delle Virtù fu dato, secondo Steiner, l'ordine di frapporre ostacoli all'evoluzione dell'umanità anziché favorirla, al fine di stimolare in quest'ultima lo sviluppo della coscienza e della libertà: una decisione che avrebbe portato alla possibilità del male, ma anche alla capacità umana di sapersi innalzare con le proprie forze al di sopra di esso.